# Pedro Flores
Pedro Flores (* 26. April 1896 in Vintar, Ilocos Norte, Philippinen; † Januar 1964 in Coshocton County, Ohio, USA) war ein philippinischer Unternehmer.

## Leben
1915 kam Flores als Einwanderer in die USA. Er brachte sein Jo-Jo mit und gründete 1928 eine Firma namens Yo-Yo zur Herstellung von Jo-Jos. Flores verkaufte seine Firma an Donald F. Duncan. In den 30er Jahren verließ er Duncan, gründete die Bandalore Company und produzierte wieder eigene Jo-Jos. Nach dem Zweiten Weltkrieg baute er die Chico Yo-Yo Company zusammen mit Joe Radovan auf.
In Chico in Kalifornien steht heute das National Yo-Yo Museum. Pedro Flores gilt als der erste Jo-Jo-Guru.